# Robot Monster
Robot Monster ist ein 3D-Film mit einer Science-Fiction-Geschichte, der 1953 mit geringem Budget hergestellt wurde und sich im Laufe der Zeit zu einem Kultfilm des „schlechten Films“ entwickelte. Zusammen mit dem Film Plan 9 aus dem Weltraum (Plan 9 from Outer Space) wird er oft zu den schlechtesten Filmen aller Zeiten gezählt. Die Autoren des Buches Golden Turkey Award verliehen jedoch „Plan 9“ diesen Titel. Robot Monster war bei der Abstimmung allerdings auch „erfolgreich“ und erhielt die Auszeichnung in der Kategorie „Schlechtestes Filmmonster aller Zeiten“.
Der junge Darsteller George Nader spielte hier seine erste Hauptrolle. Später wurde er, auch in Deutschland, bekannt in der Schwarz-Weiß-Fernsehserie „Shannon klärt auf“ (Shannon) als Versicherungsdetektiv und insbesondere in den 1960er Jahren als FBI-Mann Jerry Cotton im Kino.

## Handlung
Der Film wird eingerahmt von zwei Sequenzen, die die Möglichkeit offen lassen, dass die ganze erzählte Geschichte nur ein Traumerlebnis sein könnte – oder auch nicht. Zu Anfang trifft Johnny, ein kleiner Science-Fiction-begeisterter Junge mit einem Taucherhelm, beim Spielen mit seiner jüngsten Schwester Carla auf zwei Archäologen, die eine Höhle „erforschen“. Der ältere von beiden ist ein deutscher Professor (im englischen Original mit entsprechendem „lustigen“ Akzent), begleitet von seinem jüngeren Assistenten Roy. Die Kinder machen die Archäologen mit ihrer alleinerziehenden Mutter Martha und ihrer älteren Schwester Alice bekannt. Nachdem Johnny nach einem Picknick mit anschließendem Nachmittagsschläfchen zur Höhle zurückkehrt, kommt es zu einem Blitzeinschlag und die eigentliche Monstergeschichte beginnt, mit denselben Schauspielern, die nun Familienmitglieder spielen.
Die Geschichte dreht sich um sechs von acht Überlebenden einer weltweiten Katastrophe, in der alle anderen Bewohner der Erde ausgelöscht wurden. Der Professor ist nun Johnnys Vater, Roy tritt als der Verlobte von Alice auf, die selbst eine erfolgreiche Wissenschaftlerin ist. Die beiden restlichen Überlebenden werden im Film nur erwähnt. Sie versuchen im Verlauf der Handlung erfolglos auf eine intakt gebliebene Weltraumstation zu fliehen, die die Erde umkreist.
Ausgelöst wurde die weltweite Katastrophe durch ein böses „unzerstörbares“ außerirdisches Robot-Monster, genannt „Ro-Man“. Es hat einen Körper wie ein Gorilla und trägt dazu eine Art Taucherhelm mit zwei Antennen. Ro-Man hat mit seiner „Calcinator“-Strahlenkanone fast alle Menschen getötet, um die Erde für eine Kolonisierung durch die Robotermonster vorzubereiten. Nur die acht Überlebenden sind durch ein antibiotisches Serum des Professors „immun“ gegen den Todesstrahler. Da sie überlebt haben, ist Ro-Mans Mission zur Welteroberung noch nicht erfolgreich, und so wandert er auf Befehl seines Anführers – Great One – während des restlichen Filmes durch die amerikanische Wildnis, um die restlichen Überlebenden zu finden und selbst auszulöschen. Als er nach allerlei Verwickelungen mit der Familie über Videoübertragung Kontakt aufnimmt, um sie zur Kapitulation aufzufordern, sieht er Alice und entwickelt eine Zuneigung zu ihr und versucht sie zu entführen. Dadurch wird seine Mission gefährdet, so dass sein Anführer ihn schließlich tötet, die Mission abbricht und die gesamte Welt zerstört.
Am Ende des Filmes wird der Junge mit einer Wunde an der Stirn von den Wissenschaftlern in der Nähe der Höhle gefunden und der besorgten Mutter übergeben. Als alle den Eingang der Höhle verlassen, blitzt es erneut und Ro-Man erscheint aus der Höhle kommend und marschiert mit ausgestreckten Armen auf das Kinopublikum zu. Diese Schlusssequenz wird dreimal wiederholt.

## Produktion
Abgesehen von der ungewöhnlichen Verwendung der 3D-Technik für diese Produktion, bestehen die „Spezialeffekte“ des Films im Wesentlichen aus der Einfügung von Szenen aus dem Film Tumak, der Herr des Urwalds (One Million B.C., 1940) sowie einer Billion Bubble Machine, die als Teil von Ro-Mans Kommunikationseinrichtung verwendet wurde, mit der er seinem Vorgesetzten Bericht erstattet. Diese Maschine wurde von den Produzenten für so wichtig erachtet, dass sie sogar in den Eröffnungscredits erwähnt wird. Das Einzige, was sie macht, ist aus unerfindlichem Grund Seifenblasen zu produzieren, sobald „Ro-Man“ mit seinem Vorgesetzten „Great One“ (Der Große) spricht.
Das gesamte Filmbudget soll nur 16.000 – 20.000 US-Dollar betragen haben (zu der Zeit ca. 64.000–80.000 DM). Gedreht wurde innerhalb weniger Tage im Naturdenkmal Bronson Canyon, das auch zuvor schon verschiedenen Film- und Fernsehprojekten als Schauplatz diente. Die Filmmusik stammt von dem später berühmten Filmkomponisten Elmer Bernstein (Die glorreichen Sieben), der im selben Jahr auch die Musik zu dem Low-Budget-Film Cat-Women of the Moon komponierte. Interessant ist der Film darüber hinaus – in der für die Zeit seltenen – frauenfreundlichen Darstellung der älteren Schwester Alice, die in den Traumsequenzen eine den Männern ebenbürtige Wissenschaftlerin ist und in einer der Kampfszenen nicht nur schreit, sondern das Monster auch aktiv bekämpft.
Wegen der zahlreichen offensichtlichen Mängel des Films kursierte in der amerikanischen Filmindustrie das Gerücht, der Regisseur Phil Tucker habe versucht, Selbstmord zu begehen, weil das Publikum seinen Film nicht gut angenommen habe. Nach dem Magazin Keep Watching The Skies! von Bill Warren, soll der versuchte Selbstmord allerdings mit Depressionen zusammenhängen, die aus dem Disput mit dem Filmverleiher erwuchsen, der Tucker nicht die zugestandenen Tantiemen zahlen wollte. Der Film soll etwa eine Million Dollar in der Erstauswertung eingespielt haben, also ein Vielfaches seines Budgets.

## Robot Monsterin anderen Medien
- Ro-Man hatte einen kurzen Auftritt in Looney Tunes: Back in Action.
- Ein Filmausschnitt erschien im Musikvideo You Might Think der Gruppe The Cars (1984).
- George Barrows, der den Ro-Man spielte (weil er einen eigenen Gorilla-Anzug besaß), trat mit diesem ebenfalls in einer Episode von The Beverly Hillbillies als Gorilla auf.